# Salvia heerii
Salvia heerii là một loài thực vật có hoa trong họ Hoa môi. Loài này được Regel miêu tả khoa học đầu tiên năm 1855.

## Hình ảnh

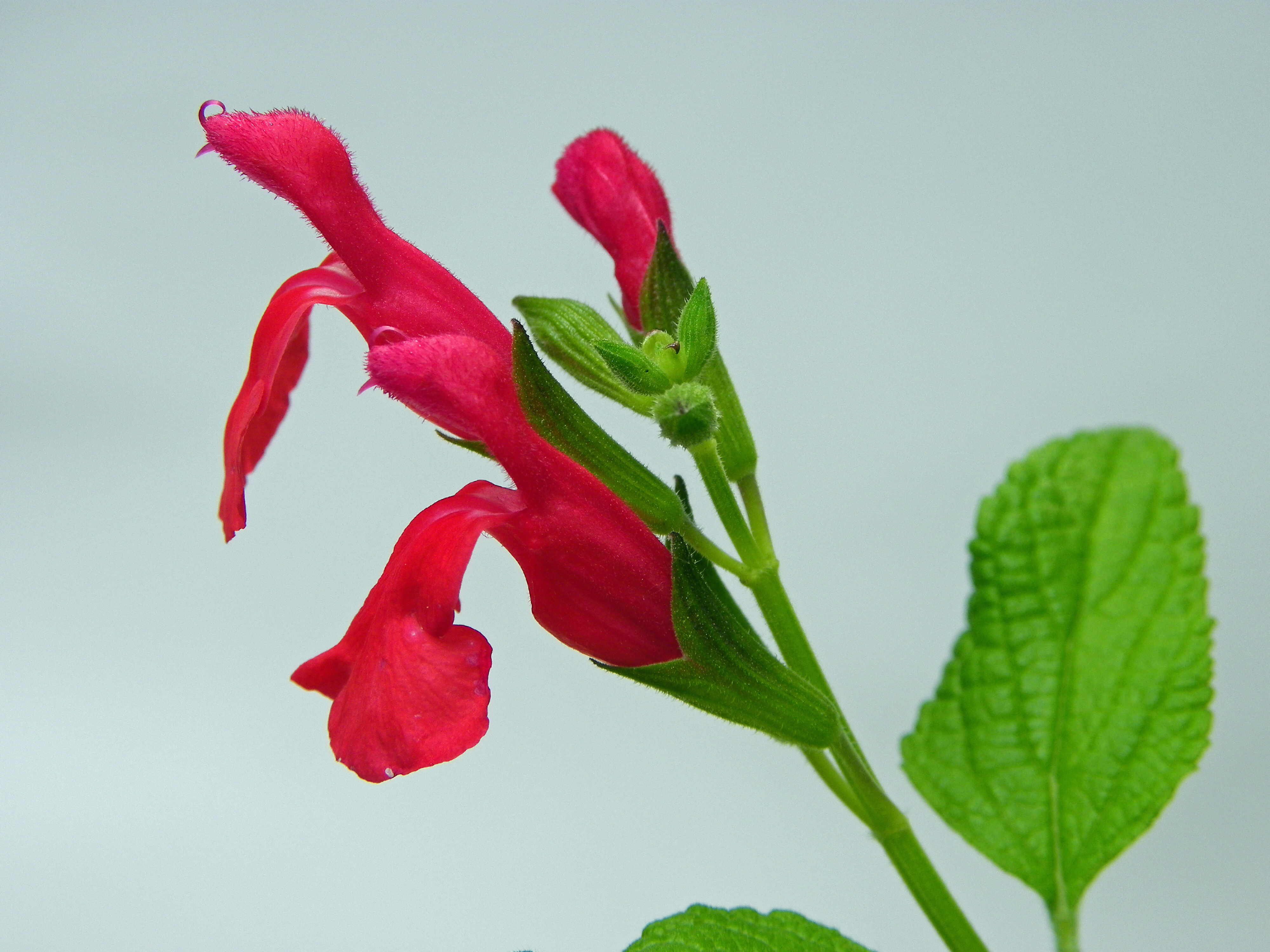
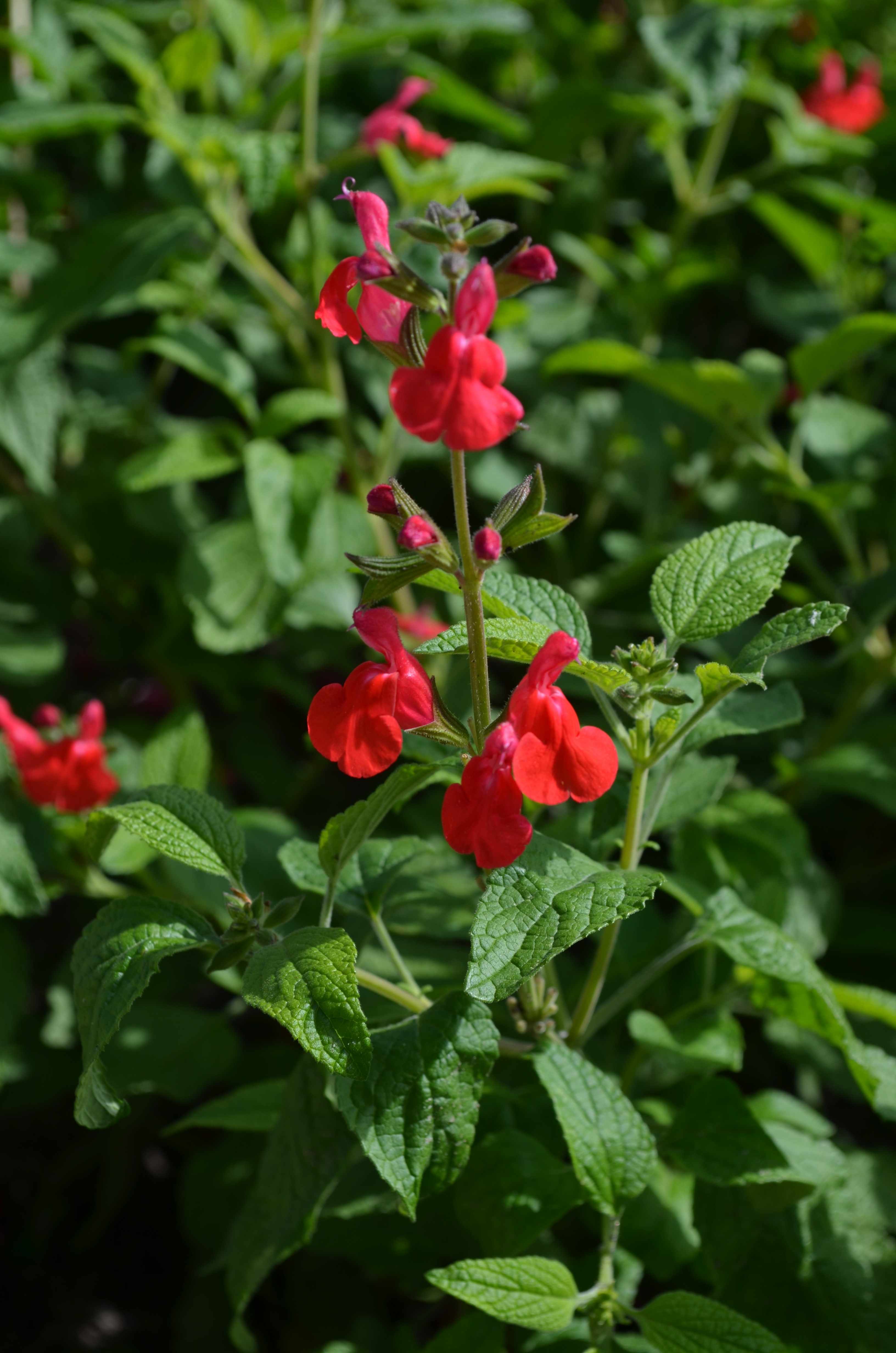